# Crucificação com Santa Maria Madalena (Signorelli)
Crucificação com Santa Maria Madalena é uma pintura de 1502-1505 sobre tela de Luca Signorelli, atualmente no Uffizi em Florença. Geralmente é considerado um trabalho de autógrafo tardio.